# بیستمین ۲۰ سالگی من
بیستمین ۲۰ سالگی من یا ۲۰ سالگی لعنتی من (کره‌ای: 나의 X같은 스무살) یک مجموعۀ اینترنتی کره جنوبی سال ۲۰۲۳، با بازی چوی یو-جو، جونگ سو-بین، لی لو-دا و لی دا-وون است.

## خلاصه داستان
یک داستان فانتزی-عاشقانه درباره کسی که نفرین شده تا آخر عمرش به‌عنوان یک جوان ۲۰ ساله زندگی کند.

## بازیگران

### نقش اصلی
- چوی یو-جو در نقش کانگ سو-وون
- جونگ سو-بین در نقش مین کانگ-هیون

### نقش مکمل
- لی لو-دا در نقش به نو-ری
- لی دا-وون در نقش جو سانگ-ووک